# David de la Hay
Sir David de la Haye (* um 1318; † 17. Oktober 1346 bei Durham) war ein schottischer Adliger und High Constable of Scotland.
Er war der Sohn des Nicholas de la Haye. In den schottischen Unabhängigkeitskriegen stand seine Familie auf Seiten des Clan Bruce gegen das Haus Balliol. Sein Vater fiel 1332 in der Schlacht von Dupplin Moor. 1333 erbte David von seinem Großvater Sir Gilbert de la Haye dessen Besitzungen, insbesondere die feudale Baronie Erroll in Perthshire, sowie das Hofamt des High Constable of Scotland. Er konnte sich in letzterem Amt letztlich gegen den von Edward Balliol 1333 nach seinem Sieg in der Schlacht bei Halidon Hill eingesetzten High Constable Henry de Beaumont durchsetzen.
Er heiratete die Tochter des Sir John Keith, Laird von Innerpeffer in Perthshire.
David fiel 1346 in der Schlacht von Neville’s Cross. Sein Sohn Thomas de la Haye († 1406) erbte seine Titel und Besitzungen.